# Parafia Matki Bożej Różańcowej w Stalowej Woli
Parafia Matki Bożej Różańcowej w Stalowej Woli – parafia rzymskokatolicka znajdująca się w Stalowej Woli, w diecezji sandomierskiej w dekanacie Stalowa Wola. 
Parafia erygowana w 1967 z parafii św. Floriana w Stalowej Woli. Mieści się przy ulicy Energetyków.